# Fritz Giovanoli
Fritz Giovanoli (* 16. März 1898 in Montreux-Vieux (Elsass); † 26. Juni 1964 in Bern) war ein Schweizer Politiker (SP).
Giovanoli war von 1934 bis 1946 Berner Grossrat und zwischen 1938 und 1963 mehrmals Nationalrat wie von 1946 bis 1964 Regierungsrat des Kantons Bern. Er gehörte dem linken Flügel der SP an und setzte sich in den 1930er Jahren gegen den Frontismus ein. Als Regierungsrat baute er das Berner Spitalwesens aus; während des Kalten Krieges setzte er sich für eine offene Schweiz und gegen atomare Aufrüstung der Schweiz und international ein.

## Werke (Auswahl)
- Zur Soziologie des Parteiwesens und Betrachtungen zur schweizerischen Demokratie. In: Forschungen zur Völkerpsychologie und Soziologie. Partei und Klasse im Lebensprozess der Gesellschaft, Leipzig 1926, Bd. 2, S. 46–62.
- Zur Soziologie des modernen Zeitungswesens. In: Zeitschrift für Völkerpsychologie und Soziologie 6 (1930), Heft 2, S. 175–192.
- Die eidgenössischen Volksabstimmungen 1874–1931. In: Zeitschrift für schweizerische Statistik und Volkswirtschaft 68 (1932), Heft 3, S. 404–429.
- Unter der Herrschaft des Finanzkapitals. Hrsg. von der Sozialdemokratischen Partei der Schweiz, Zürich: Genossenschaftsdruckerei [1935].
- Bernische Heilstätte Bellevue Montana. Bern 1949.